# رونا راندال
رونا راندال (بالإنجليزية: Rona Randall)‏ (16 يونيو 1911 في المملكة المتحدة)؛ روائية بريطانية.